# Neil Covone
Neil Covone (Hialeah, Florida, 1969. augusztus 31. –) amerikai válogatott labdarúgó.

## Pályafutása

### Klubcsapatban
1991 és 1992 között a Fort Lauderdale Strikers csapatában játszott.

### A válogatottban
1988 és 1990 között 5 alkalommal szerepelt az Egyesült Államok válogatottjában. Részt vett az 1990-es világbajnokságon, de egyetlen mérkőzésen sem lépett pályára.